# أتش سي سلوفان براتيسلافا
أتش سي سلوفان براتيسلافا هو نادي هوكي الجليد يقع مقره في براتيسلافا،في 2012 ترك النادي الدوري السلوفاكي وأنضم إلى دوري الهوكي للقارات  قبل أن ينضم مرة أخرى للدوري السلوفاكي في 2019.